# Guía de Isora
Guía de Isora est une commune de la province de Santa Cruz de Tenerife dans la communauté autonome des Îles Canaries en Espagne. Elle est située à l'ouest de l'île de Tenerife.

## Géographie

### Localisation

Localisation de l'île de Tenerife dans les Îles Canaries.
Localisation de Guía de Isora dans l'île de Tenerife.

|                  | Santiago del Teide |            |
| Océan Atlantique | Guía de Isora      | La Orotava |
|                  | Adeje              |            |

## Démographie
| Année | Population | Densité    |
| ----- | ---------- | ---------- |
| 1991  | 11.915     | 82,8/km²   |
| 1996  | 12.560     | 87,3/km²   |
| 2001  | 14.982     | 104,8/km²  |
| 2002  | 16.320     | 113,5/km²  |
| 2003  | 17.162     | 119,7/km²  |
| 2004  | 17.816     | 123,9/km²  |
| 2005  | 18.722     | 130,7/km²  |
| 2006  | 19.320     | 134,3/km²  |
| 2007  | 19.261     | 133,9/km²  |
| 2009  | 20536      | 143,18/km² |